# Kakegawa
Kakegawa (jap. 掛川市 Kakegawa-shi) – miasto w Japonii, w prefekturze Shizuoka (środkowe Honsiu).

## Położenie
Miasto leży w zachodniej części prefektury Shizuoka nad Oceanem Spokojnym. Miasto graniczy z Shimadą, Kikugawą, Omaezaki i Fukuroi w prefekturze Shizuoka.

## Historia
Miasto powstało 1 kwietnia 2005 roku, z połączenia Kakegawy i miasteczek Daitō i Ōsuka.

## Miasta partnerskie
- Stany Zjednoczone: Eugene i Corning